# (1658) Innes
(1658) Innes ist ein Asteroid des Hauptgürtels und wurde am 13. Juli 1953 von Jacobus Albertus Bruwer in Johannesburg entdeckt.
Benannt ist der Asteroid nach dem schottisch-südafrikanischen Astronom Robert Innes.